# لوون تیگرانیانتس
لوون تیگرانیانتس (ارمنی: Լևոն Հակոբի Տիգրանյանց؛ زادهٔ ۱۸۴۱ - درگذشته ۱۶ فوریهٔ ۱۹۰۶) یک سیاستمدار و [[]] اهل ارمنستان که از تاریخ ژانویه ۱۸۹۴ تا تاریخ ژوئن ۱۸۹۵ سمت شهردار ایروان را برعهده داشت.

## زندگی‌نامه
در ۱۸۴۱ در ایروان به دنیا آمد . وی همچنین برنده نشان استانیسلاس درجه سه شده است. وی در ۱۶ فوریه ۱۹۰۶ در سن سالگی در ایروان درگذشت.